# Període pretalaiòtic a Menorca

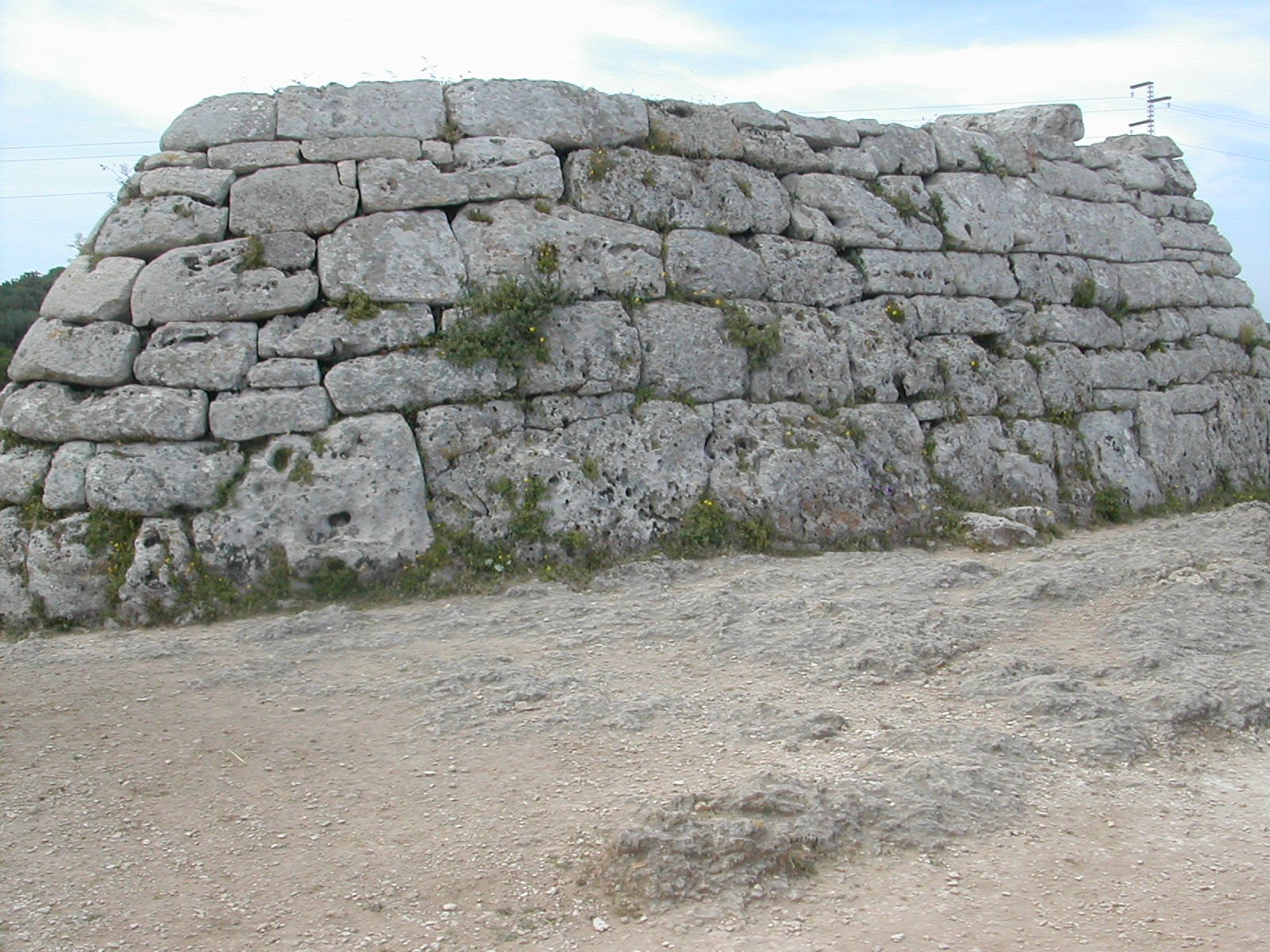
Naveta des Tudons

El període pretalaiòtic a Menorca és l'etapa compresa entre l'arribada a l'illa dels primers éssers humans i l'aparició de la cultura talaiòtica. No constitueix un període homogeni des de cap punt de vista, ja que dins aquesta etapa hi trobem diversos tipus de tradicions ceràmiques, arquitectòniques i funeràries.
L'investigador Lluís Plantalamor, vinculat al Museu de Menorca, ha proposat un esquema cronològic per explicar aquest període de la prehistòria menorquina, dividint-lo en pretalaiòtic I i pretalaiòtic II.

## Pretalaiòtic I
El pretalaiòtic I és el període comprès entre 2500 aC i 1700 aC. Les comunitats que habiten l'illa durant aquesta fase presenten trets culturals propis de l'edat del bronze (Calcolític-bronze inicial). Segons Plantalamor, aquesta etapa es caracteritza, a Menorca, per la presència de dos grups que tindrien una base cultural comuna però economies diferenciades: mentre que a la part occidental de l'illa, la banda de Ciutadella, serien agricultors (com a Mallorca), a la part oriental de l'illa, la banda de Maó, serien ramaders.
Les diferències també es donen en els hàbitats i enterraments. A la part occidental, es donen hàbitats en agrupacions de navetes d'habitació i els enterraments són en hipogeus de planta allargada, mentre que a la part oriental es donen hàbitats en construccions de pedra, en general més petites, amb elements vegetals, i els enterraments són en sepulcres megalítics o dòlmens d'entrada de llosa perforada.
En tots dos casos, es tracta de societats sedentàries, gens jerarquitzades (absència d'arquitectura monumental o béns de prestigi), basada en l'economia productiva, i pacífica (absència d'armament). Les creences religioses ja són prou elaborades.

És una societat que té contactes amb l'exterior (com es pot observar per la presència de megalitisme, un element comú en tot l'arc mediterrani), sobretot amb el sud de França.

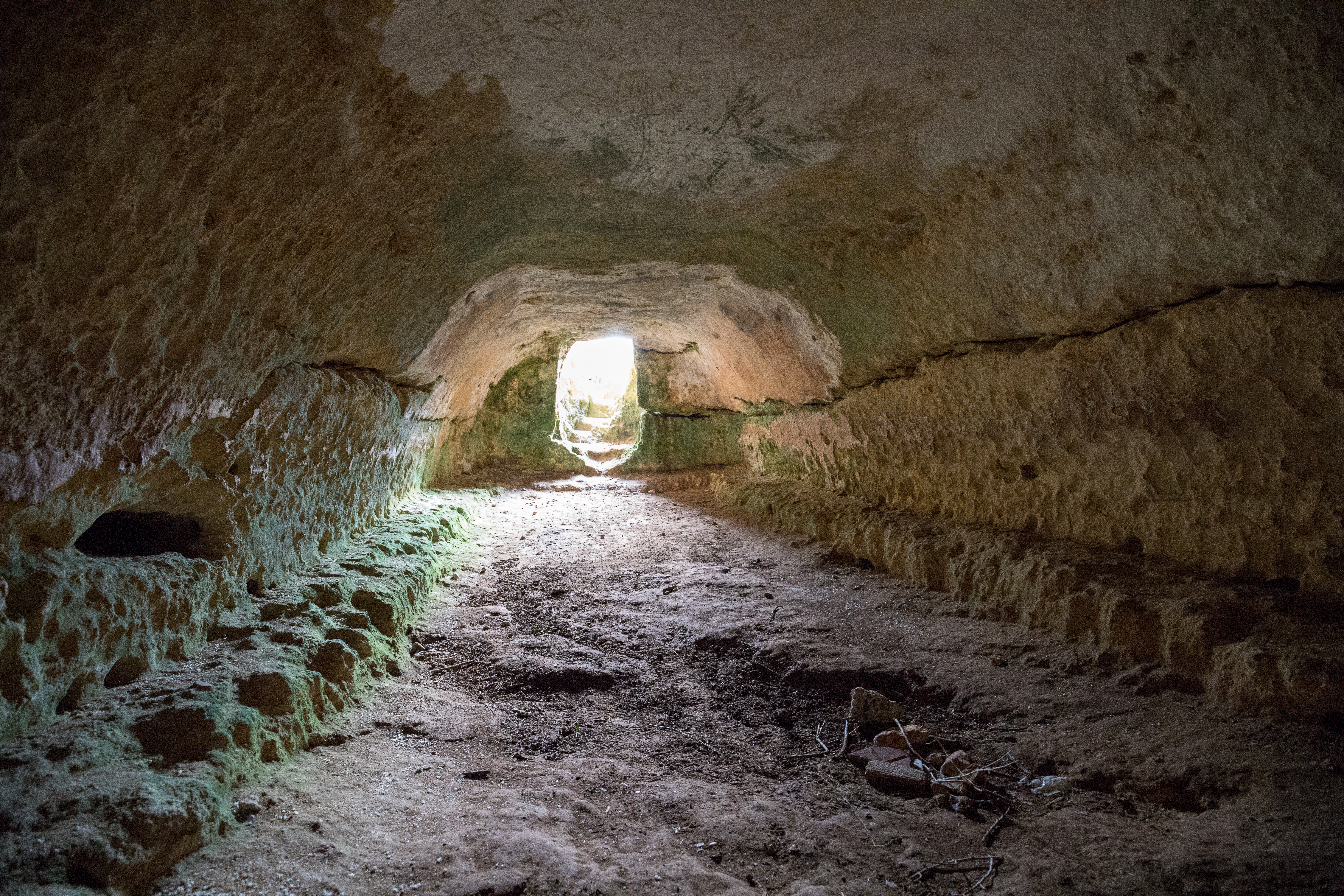
Interior de l'hipogeu de Torre del Ram (Ciutadella)

### Estructures característiques del pretalaiòtic I

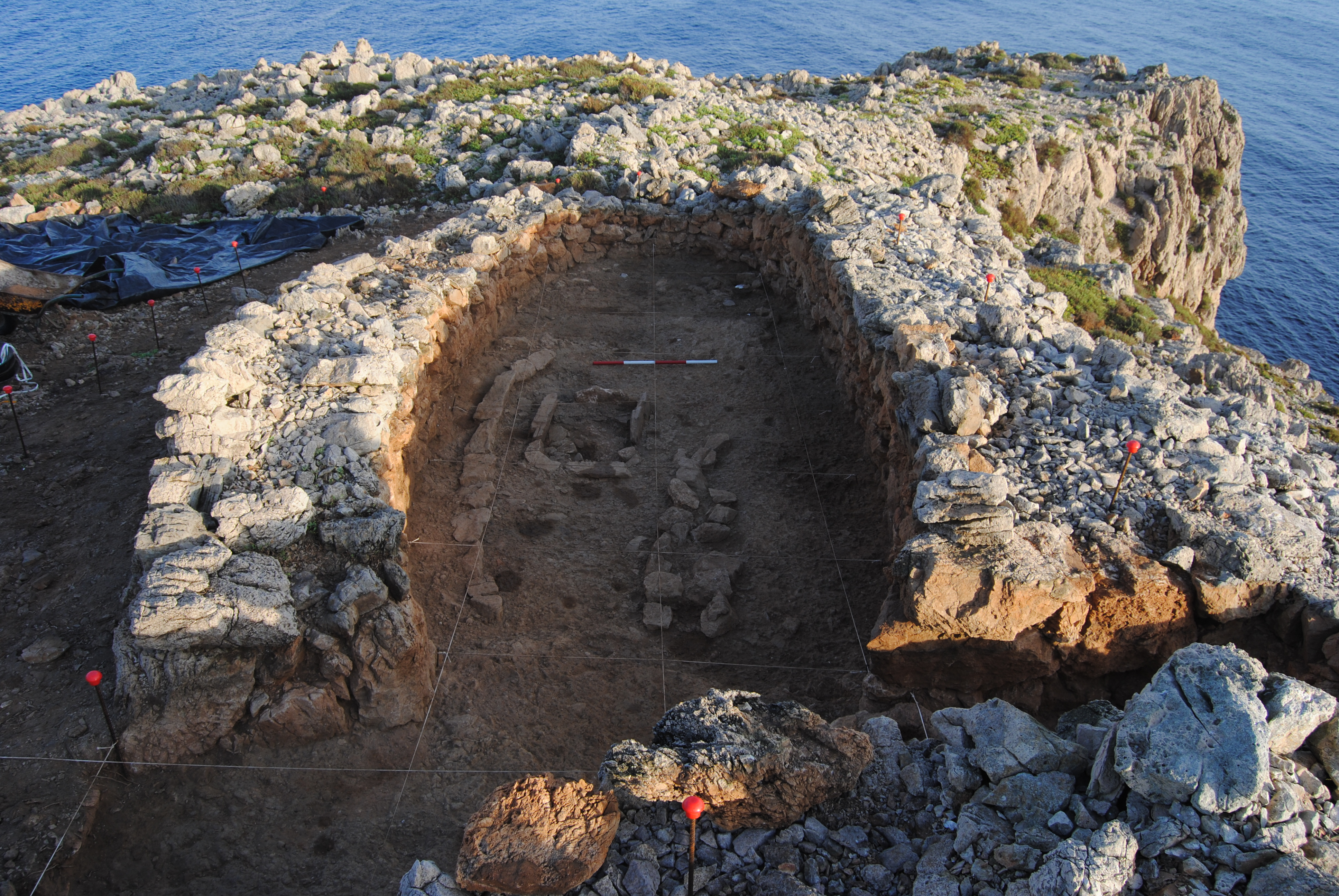
Naveta d'habitació des Coll de Cala Morell (Ciutadella)

#### Hipogeus
Sepulcres subterranis excavats en cavitats naturals o artificials obertes a la roca calcària. Presenten planta rectangular o ovalada, a la qual s'accedeix per un corredor inclinat o una mena de xemeneia. La cambra acostuma a presentar elements diversos com bancs, cambres laterals o absidials, nínxols, fossa central, etc., i tant aquesta com el corredor devien estar tancats amb lloses encaixades. Tenim exemples d'aquest tipus de sepulcres a Son Mercer de Dalt, Torre del Ram, Son Vivó, Son Catlar, Parella, s'Hostal o Montefí.

#### Navetes d'habitació
També conegudes amb el nom de naviformes (recorden el casc boca avall d'un vaixell), constitueixen habitacles (en el seu interior, s'han trobat fogueres i restes de menjar) de planta en forma de ferradura allargada, de vegades lleugerament "estrangulada" a l'entrada. Les seves parets, de doble parament amb l'espai intermedi reblert amb terra i pedres petites, s'alcen sobre una base formada per un sòcol de grans blocs que recolzen a la roca. Per damunt aquesta base, s'hi disposen filades de pedres més petites, que van tancant l'espai mitjançant l'aproximació de filades. Hi ha bons exemples d'aquestes navetes d'habitació a Clariana, cala Blanca, al poblat de cala Morell, al poblat de Son Mercer de Baix, Santa Mònica o Sant Jordi.

#### Coves amb façana megalítica
En tenim exemples a la necròpolis de cala Morell, Biniai nou o Sant Tomàs

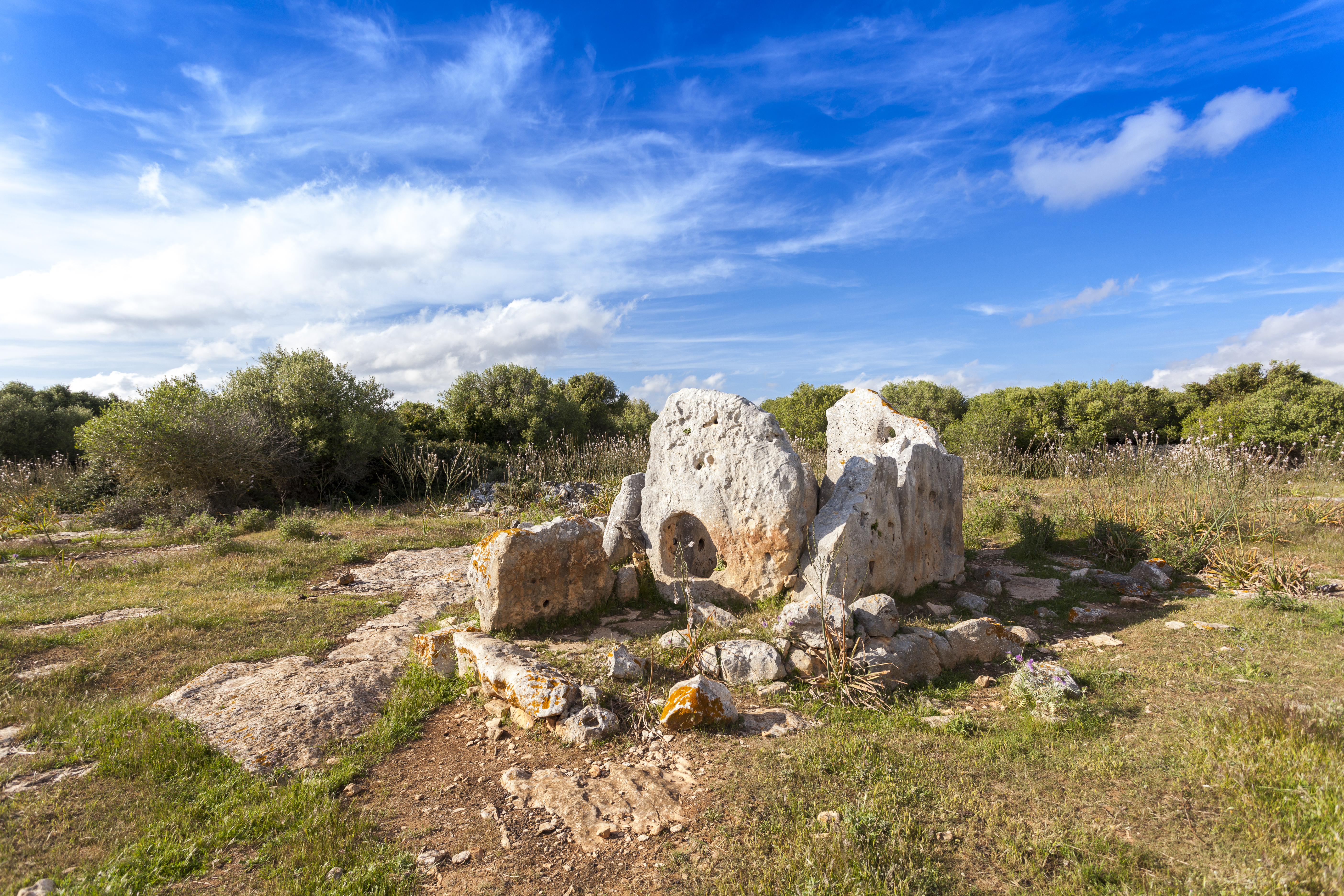
Sepulcre de Ses Roques Llises (Alaior)

#### Dòlmenso sepulcres megalítics
El megàlit pròpiament dit està format -normalment- per una cambra rectangular amb parets de lloses col·locades verticalment, entre les quals se'n troba una de perforada que donaria accés a l'interior i, en algun cas (només es coneixen quatre sepulcres), per un corredor més estret situat al davant d'aquesta mena de porta. Les lloses -siguin de la cambra o del corredor- no recolzen mai en cap solc fet a la roca mare i, al voltant d'aquestes, es veu una espècie de túmul -mal conservat-, constituït per una paret de contenció, de lloses col·locades horitzontalment o de blocs desbastats, i una certa quantitat de reble disposat entre aquesta i el megàlit. Pel que fa a la coberta de la cambra, i potser també a la del corredor (en aquells casos en què s'ha documentat l'existència d'aquest), sembla que estaria feta a base de lloses en horitzontal. A Menorca es coneixen, entre d'altres, els següents sepulcres megalítics: Montpler, Alcaidús (també conegut com a Tanques de Montpler), Binidalinet, ses Roques Llises, Son Ferragut Nou, Son Ermità, Sant Ignasi, Son Salomó, Son Escudero, Rafal des Capità.

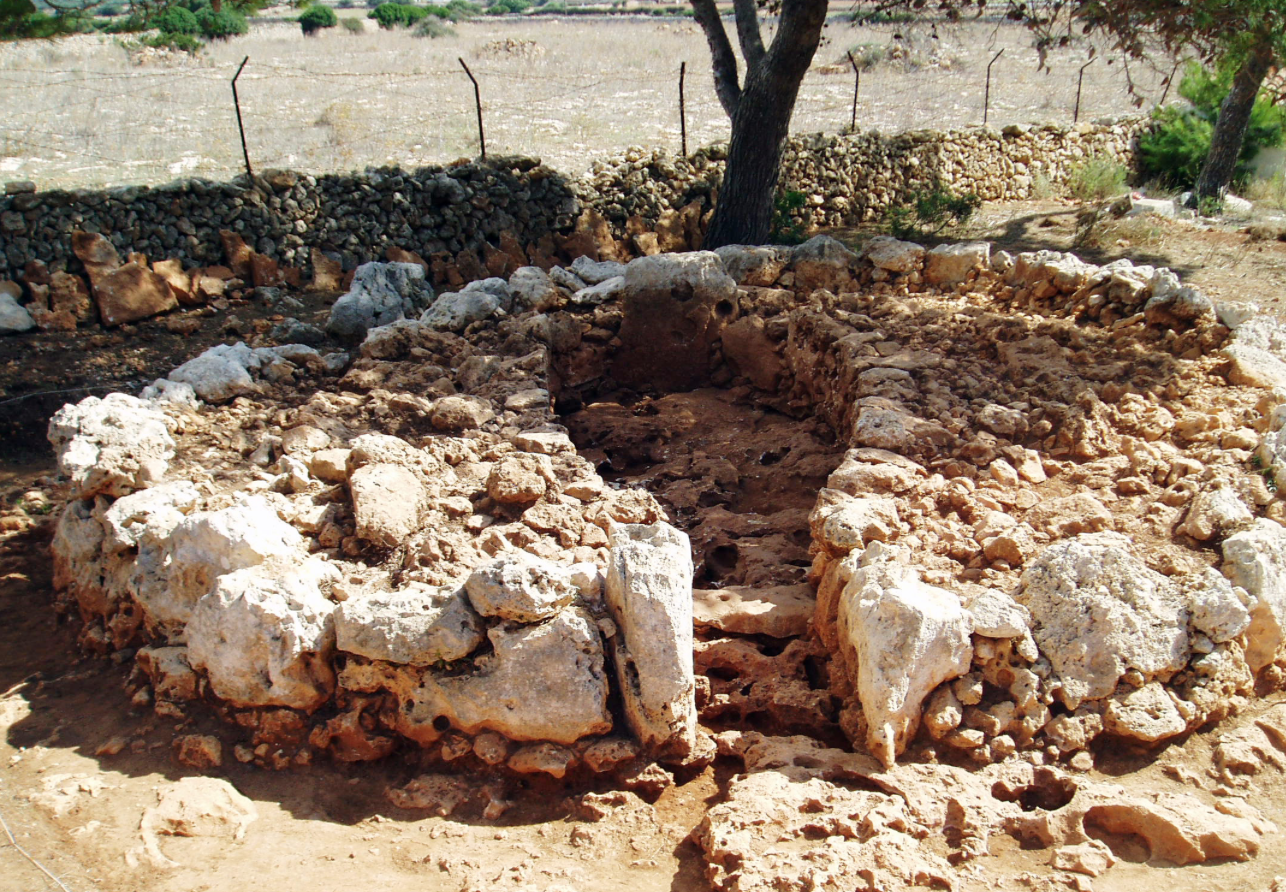
Sepulcre de triple parament de Son Olivaret (Menorca)

Evolució d'aquests dolmens o sepulcres megalítics tenim els sepulcres de triple parament com el de Son Olivaret o el paradolmen de Ses Arenes de Baix.

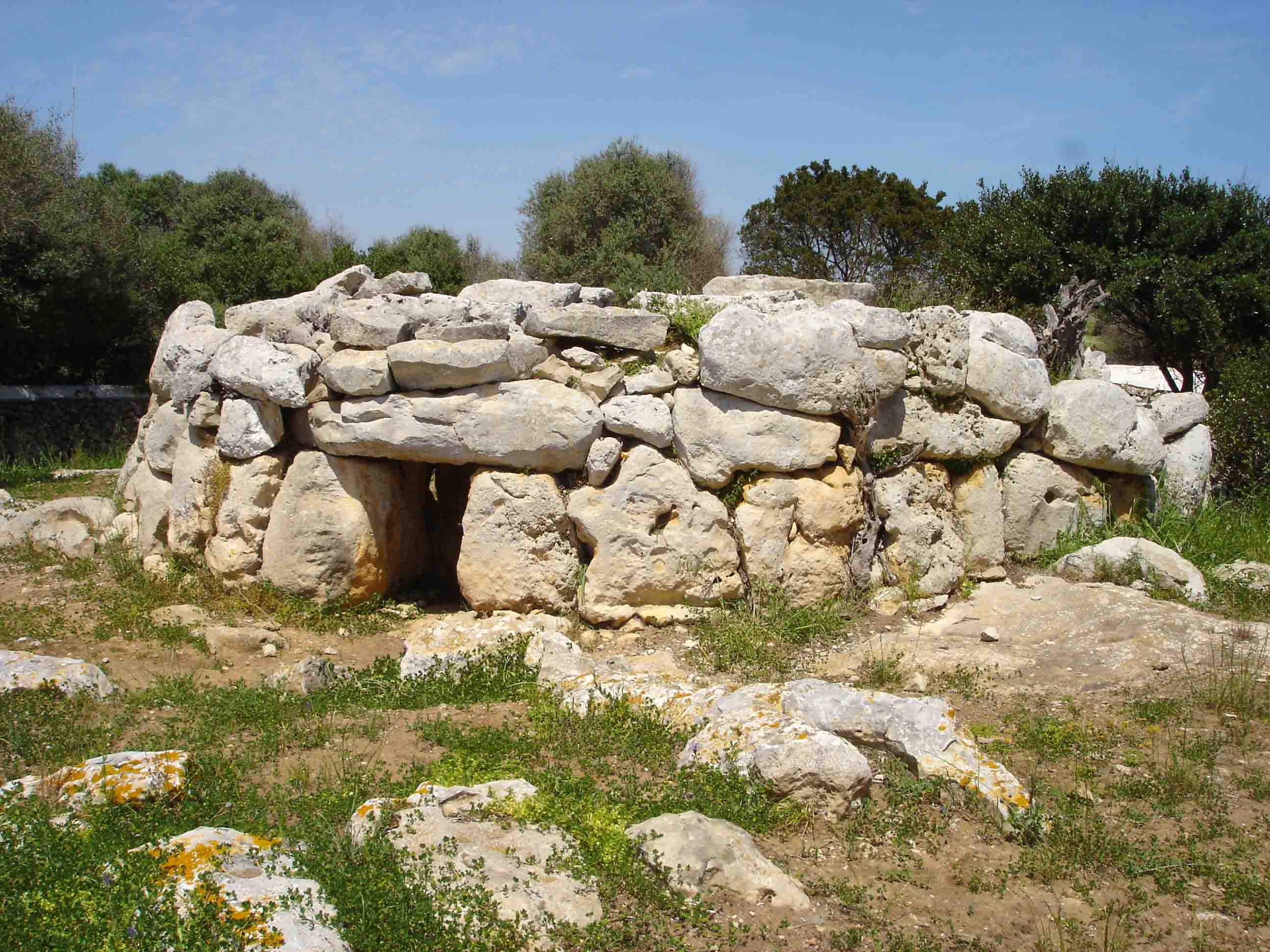
Naveta oriental de Biniac-L'Argentina (Alaior)

## Pretalaiòtic II
En la segona fase de pretalaiòtic, el pretalaiòtic II (del 1700 al 1200 aC), els testimonis ja són força abundants. Es tracta d'una continuació i perfeccionament dels trets culturals que es troben en l'etapa anterior. Apareix la tècnica ciclòpia amb la construcció de navetes: els sepulcres megalítics de l'etapa anterior van evolucionant fins a donar lloc a les navetes d'enterrament, un tipus d'edifici exclusiu de Menorca.

### Estructures característiques del pretalaiòtic II

#### Navetes de tipus intermedi
Són edificis derivats del sepulcre megalític, del qual conserven l'estructura (corredor, llosa perforada, cambra rectangular, mur de contenció amb rebliment de pedres). Presenten una clara separació entre el corredor i la cambra, una coberta de grans lloses planes horitzontals i, fins i tot, a vegades, una llosa perforada que dona accés a la cambra principal. La porta a l'exterior d'aquest tipus de tomba acostuma a estar formada per brancals monolítics o polilítics i una llinda ciclòpia, i a l'interior podem trobar bancs correguts i un pis superior, al qual s'accedeix mitjançant una mena de xemeneia que es troba al final del corredor. Les més significatives en són: Biniac-l'Argentina occidental, Biniac-l'Argentina oriental i Torralbet.

#### Navetes evolucionades

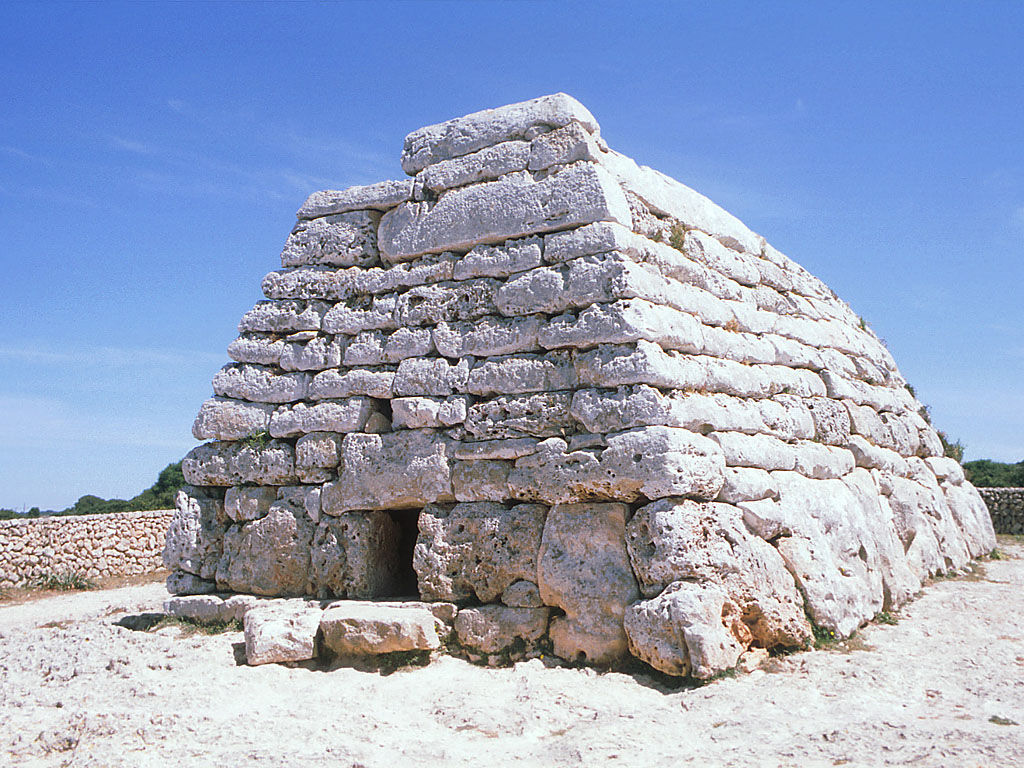
Naveta des Tudons (Ciutadella)

Sense corredor ni murs de contenció i amb planta allargada. Probablement, una mica posteriors a les "de tipus intermedi". Presenten una coberta de lloses transversals, una llosa perforada entre el corredor i la cambra, un doble parament de blocs amb pedruscall de farciment i, a vegades, una cambra superior. Les més ben conservades en són: Rafal Rubí meridional, Rafal Rubí oriental i Es Tudons.